# Alectryon ferrugineus
Alectryon ferrugineus är en kinesträdsväxtart som beskrevs av Ludwig Radlkofer. Alectryon ferrugineus ingår i släktet Alectryon och familjen kinesträdsväxter. Inga underarter finns listade i Catalogue of Life.